# 尼古拉·迪朗·德·维尔盖尼翁
尼古拉·迪朗·德·維爾蓋尼翁（法語：Nicolas Durand, sieur de Villegaignon，1510年—1571年1月9日）是馬爾他騎士團指揮官，之後成為法國海軍軍官（布列塔尼副司令），試圖幫助法國的胡格諾派逃避迫害。
維爾蓋尼翁集軍人、科學家、探險家、冒險家和企業家於一身，是那個時代的著名公眾人物。他在地中海與海盜作戰，並參加過幾場戰爭。
維爾蓋尼翁出生於法國塞納-馬恩省普羅萬，是馬爾他騎士團大團長菲利普·維利耶·德·利爾‑亞當的姪子。他在1521年被授予騎士勳章。

## 延伸閱讀
- Heulhard, A., Villegagnon, Roi d'Amérique: un Homme de Mer au XVIe Siécle, (1897)